# 海南崖豆藤
海南崖豆藤（学名：Callerya pachyloba）是豆科蝶型花亞科的植物的植物，舊屬崖豆藤属，根據《中国生物物种名录》今屬昆明鸡血藤属。分布于越南以及中国大陆的贵州、广东、海南、广西、云南等地，生长于海拔1,500米的地区，多生长在沟谷常绿阔叶林中，目前尚未由人工引种栽培。

## 别名
毛瓣鸡血藤、白药根